# The Boy Who Smells Like Fish
The Boy Who Smells Like Fish  è un film del 2013 diretto da Analeine Cal y Mayor.

## Trama
A prima vista Mica sembra proprio un ragazzo normale. In realtà egli soffre di un curioso quanto fastidioso problema: puzza come un pesce. Nessun medico è riuscito a dargli una cura, nessun ragazzo lo vuole come amico e nessuna ragazza lo vuole come fidanzato. La vita di Mica sembra essere abbastanza inutile fino a quando fa la conoscenza di Laura.